# عبد الرحمن عبد الكريم
عبد الرحمن عبد الكريم عبد الله (13 مايو 1980) لاعب كرة قدم بحريني يلعب حاليا لصالح نادي الدرجة الأولى الحالة البحريني في مركز حارس المرمى من 2015.

## روابط خارجية
- عبد الرحمن عبد الكريم على موقع ناشيونال فوتبول تيمز (الإنجليزية)
- عبد الرحمن عبد الكريم على موقع Soccerway.com (الإنجليزية)